# Edward Moffat Weyer, Jr.
Edward Moffat Weyer, Jr. (* 12. Juli 1904 in Washington, Pennsylvania; † 16. Juli 1998 in Essex, Connecticut) war ein US-amerikanischer Anthropologe, Forschungsreisender und Autor. 

## Leben
Edward Moffat Weyer, Jr. kam als Sohn des Professors Edward Moffat Weyer und seiner Frau Julia Morris Ross in Washington, Pennsylvania zur Welt. Nach seiner Graduierung am Washington and Jefferson College studierte Weyer an der Yale University, wo er 1930 seinen Ph.D. erlangte. 1935 heiratete er Susann Lenore Moffat, die 1997 verstarb. Aus dieser Ehe gingen eine Tochter und zwei Söhne hervor. Weyer arbeitete fast 30 Jahre eng mit dem American Museum of Natural History in New York zusammen. 1928 besuchte er mit der Stoll-McCracken-Expedition die Aleuten, das Beringmeer und die Beringstraße. 1932 begleitete er die Peary Memorial Expedition nach Nord-Grönland. Von 1935 bis 1957 war er Redakteur des Natural History Magazine.  Von 1953 bis 1954 war er Präsident des Explorers Club. 1953 drehte Weyer für das American Museum of Natural History eine Dokumentation über das indigene Volk der Xavante in Mato Grosso. 1958 wurde er Kurator und Dozent für Anthropologie am Museum of Anthropology, University of California, Berkeley. 1959 wurde er Berater in der Kommission für bürgerliche Rechte. Von 1960 bis 1964 war er Direktor an der School of American Research in Santa Fe, New Mexico.  Von 1965 bis 1967 war er Cheflektor an der New York Academy of Sciences.

## Werke (Auswahl)
- The Eskimos: Their Environment and Folkways. 1932.
- Strangest Creatures on Earth. 1953.
- Jungle Quest. 1955.
- The Illustrated Library of the Natural Sciences. 1958 (vier Bände).
- Primitive Peoples Today. 1959.
  - deutsch: Primitive Völker heute. 1959.
- Two Star Position Finding. 1969.